# Wanda Chmielowska
Wanda Chmielowska z domu Szlezyngier (ur. 2 października 1891 w Petersburgu, zm. 1 stycznia 1980 w Tychach) – polska pianistka i pedagog. Odznaczona Krzyżem Kawalerskim Orderu Odrodzenia Polski.

## Życiorys
Wanda Chmielowska urodziła się 2 października 1891 roku w Petersburgu. Naukę muzyki rozpoczęła pod kierunkiem ojca, Stanisława Szlezyngiera, który prowadził szkołę muzyczną. Studiowała grę na fortepianie w Konserwatorium w Petersburgu w klasie Anny Jesipowej . Dyplom uzyskała w 1911 roku. W tym samym roku rozpoczęła pracę jako nauczyciel gry na fortepianie w szkole swojego ojca. W 1918 roku zamieszkała w Warszawie, gdzie kontynuowała naukę gry na fortepianie u Henryka Melcera. Naukę pobierała także w Poczdamie pod kierunkiem Wilhelma Kempffa i Edwina Fischera .
Brała udział w koncertach kameralnych w Filharmonii Warszawskiej, występowała także w salonach bogatych mieszczan. W 1924 zamieszkała na Śląsku. Od 1925 roku prowadziła klasę fortepianu w Instytucie Muzycznym im. Stefana Mariana Stoińskiego w Katowicach, a od 1929 roku w Państwowym Konserwatorium Muzycznym w Katowicach. Okres II wojny światowej spędziła w Warszawie udzielając lekcji gry na fortepianie. W 1945 powróciła do Katowic, gdzie w latach 1947–1948 pełniła funkcję prorektora, a od 1957 kierownika Katedry Pianistyki Państwowej Wyższej Szkoły Muzycznej. Do 1970 roku była profesorem tejże uczelni.
Jej uczniami byli m.in.: Lidia Grychtołówna, Maria Kubień-Uszokowa, Klara Langer-Danecka, Maria Szraiber, Józef Sekura i Józef Stompel. Prowadziła kursy metodyki gry na fortepianie dla pedagogów, opublikowała kilka prac z tego zakresu, m.in. Z zagadnień nauczania gry na fortepianie oraz mały zbiorek własnych kompozycji na fortepian dla początkujących Światek dziecięcy (1960). W 1954 roku została odznaczona Krzyżem Kawalerskim Orderu Odrodzenia Polski.
Zmarła 1 stycznia 1980 roku w Tychach.

## Życie prywatne
Wanda Chmielowska była żoną inżyniera metalurga Janusza Chmielowskiego, stryjecznego brata św. Brata Alberta. Janusz Chmielowski pracował w Hucie Pokój. Z zamiłowania taternik i alpinista, przyjaciel Mieczysława Karłowicza, był jednym ze współzałożycieli Towarzystwa Tatrzańskiego i współorganizatorem pierwszych organizacji turystyki wysokogórskiej. Zdobywca wielu tatrzańskich szczytów był też autorem pierwszego przewodnika dla taterników oraz redaktorem naukowym Państwowych Wydawnictw Naukowych .